# 日本カニゼン
日本カニゼン株式会社（JAPAN KANIGEN Co., Ltd.）は、東京都足立区に本社を置く、日本パーカライジング株式会社が100%出資する無電解めっきを日本で初めて工業化した企業。

## 概要
主な事業内容
- 無電解めっき液を中心とする各種表面処理液の設計、開発、製造及び販売
- 無電解めっきを中心とする各種表面処理の加工及び加工品の販売
- 各種表面処理関連装置・機器の設計、製作及び販売

## 沿革
- 1954年（昭和29年）- 米国GATC社より無電解ニッケルめっき（カニゼンメッキ）のライセンスを取得。
- 1955年（昭和30年）12月 - 日本カニゼン株式会社を設立。本社および東京工場を東京都江東区枝川に設置する。
- 1957年（昭和32年）8月 - 東京工場にて試験操業開始。
- 1958年（昭和33年）1月 - 東京工場にて国内初の無電解ニッケルめっき操業開始。
- 1963年（昭和38年）7月 - シューマー部門を設立。無電解ニッケルめっき液（シューマー®）の販売を開始。
- 1973年（昭和48年）9月 - 四日市製造工場を開設。
- 1982年（昭和57年）11月 - 千葉製造工場を開設。
- 1989年（平成元年）4月 - 名古屋営業所を設立。
- 1997年（平成9年）6月 - タイ・バンコク市にカニゼン・タイランド株式会社を設立。
- 2002年（平成14年）6月 - 日本パーカライジングの傘下となる。
- 2004年（平成16年）3月 - 中国・上海市にカニゼン(上海)貿易有限公司を設立。
- 2006年（平成18年）
  - 8月 - 本社を東京都足立区へ移転。
  - 9月 - 群馬工場を設立。